# Port lotniczy Beer Szewa
Port lotniczy Beer Szewa (hebr. שדה תימן) (IATA: BEV, ICAO: LLBS) – port lotniczy znajdujący się w północnej części pustyni Negew, w Izraelu. Jest on położony w odległości 10 km na północny zachód od miasta Beer Szewa. Jest często nazywane Lotniskiem Teyman.
Lotnisko służy do krajowych lotów izraelskich linii lotniczych, nauki latania, szybowcom i prywatnym samolotom.

## Linie lotnicze i połączenia
- Ayit Aviation and Tourism (Tel Awiw-Sede Dow)

## Komunikacja
Przy lotnisku przebiega droga ekspresowa nr 25 (Nachal Oz-Beer Szewa-Arawa).